# Fahrenheit (álbum)
Fahrenheit es el sexto álbum de estudio de la banda de Rock Toto, publicado el 30 de agosto de 1986. Fue su primer álbum con Joseph Williams (hijo de John Williams) como vocalista, ya que el anterior vocalista, Fergie Frederiksen abandonó el grupo. Sin embargo, a Fergie se le puede escuchar en los coros en la canción "Could This Be Love". También fue el último álbum de Toto con Steve Porcaro como miembro permanente, ya que también dejó el grupo después de la gira Fahrenheit. El álbum más orientado hacia el Pop a diferencia de álbumes pasados, ya que contiene dos de las grandes baladas de Toto "I´ll be over you" y "Without Your Love". El disco no fue oro hasta 1994, pero presentó dos canciones Top 40 como los sencillos "I'll Be over you" (# 11) y "Without your love" (# 38). La cantante Paula Abdul aparece en el vídeo del tercer sencillo, "Till The End".

## Canciones
| N.º   | Título                             | Escritor(es)                                 | Duración |  |
| 1.    | «Till The End»                     | David Paich, Joseph Williams                 | 5:27     |  |
| 2.    | «We Can Make It Tonight»           | Jeff Porcaro, Joseph Williams, Barry Bregman | 4:16     |  |
| 3.    | «Without your love»                | David Paich                                  | 4:33     |  |
| 4.    | «Can't Stand It Any Longer»        | Steve Lukather, David Paich, Joseph Williams | 4:38     |  |
| 5.    | «I'll Be Over You»                 | Steve Lukather, Randy Goodrum                | 3:50     |  |
| 6.    | «Fahrenheit»                       | David Paich, Jeff Porcaro, Joseph Williams   | 4:39     |  |
| 7.    | «Somewhere Tonight»                | Steve Lukather, David Paich, Joseph Williams | 3:46     |  |
| 8.    | «Could This Be Love»               | David Paich, Joseph Williams                 | 5:14     |  |
| 9.    | «Lea»                              | Steve Porcaro                                | 4:29     |  |
| 10.   | «Don't Stop Me Now (Instrumental)» | Steve Lukather, David Paich                  | 3:05     |  |
| 44:07 |                                    |                                              |          |  |

## Personal
- Joseph Williams - Voz principal en pistas 1, 2, 4, 6-9
- Steve Lukather - Guitarra, coros y voz principal en pistas 3 y 5
- David Paich - Teclados y coros
- Steve Porcaro - Sintetizadores
- Mike Porcaro - Bajo
- Jeff Porcaro - Batería y percusión

### Músicos adicionales
- David Sanborn
- Miles Davis
- Lenny Castro

## Sencillos
- "I'll Be over you" / "In a Word"
- "Without Your Love" / "Can't Stand It Any Longer"
- "Till The End" / "Don't Stop Me Now"
- "Lea" / "Don't Stop Me Now"